# Karl Helenelund
Karl Vilhelm Helenelund, född 13 oktober 1922 i Solf, död 1978, var en finländsk geotekniker. 
Helenelund, som var son till jordbrukaren Isak Emil Helenelund och Ida Sofia Herrgård, blev student 1943, diplomingenjör 1947 och teknologie doktor 1951. Han bedrev även studier vid Eidgenössische Technische Hochschule Zürich 1948–1949. Han var andra klassens baningenjör vid Järnvägsstyrelsen 1947–1950, geolog och chef för geotekniska sektionen 1950–1953 samt professor i grundbyggnad och jordbyggnadsmekanik vid Tekniska högskolan i Helsingfors från 1953.
Helenelund var chef för geotekniska laboratoriet vid Statens tekniska forskningsanstalt 1953–1962 och fackredaktör för byggnadsteknik vid Tekniska föreningens förhandlingar 1950–1958. Han var sekreterare i Finlands Geotekniska förening 1952–1955, ordförande 1956–1965, ordförande för Maa- ja vesiteknillinen tutkimussäätiö  1956–1962, i Suomen teknillinen seuras kulturtekniska klass 1954–1955 och sekreterare i Svenska tekniska vetenskapsakademien i Finland från 1965. Han var sakkunnig vid besättning av professurer vid Norges tekniske høgskole i Trondheim 1958 och 1961. Utöver doktorsavhandlingen skrev han läroböcker, större vetenskapliga avhandlingar samt artiklar i inhemska och utländska facktidskrifter. Han invaldes som ledamot av Akademin för tekniska vetenskaper 1960 och av Svenska tekniska vetenskapsakademin i Finland samma år.